# Focus (informatique)
Pour les articles homonymes, voir Focus.

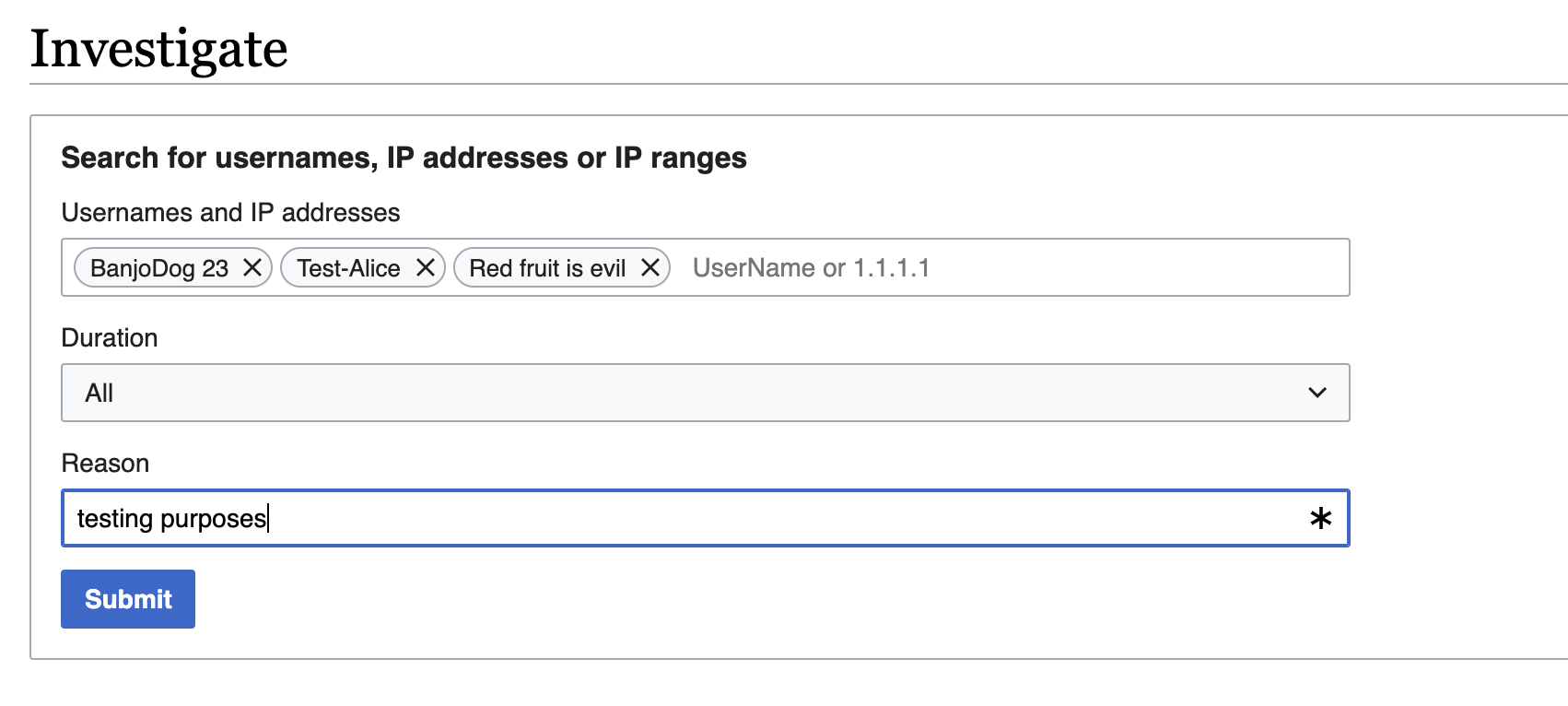
Focus autour de la zone de saisie du bas "Reason", son contour a été mis en évidence avec du bleu.

En informatique, focus est un anglicisme désignant la cible de saisie d'une interface utilisateur graphique, contrôle fenêtré auquel s'appliquera la prochaine saisie de l'utilisateur.  Le terme est le plus souvent utilisé pour identifier la cible des caractères entrés par le biais du clavier.
En Windows de base, l’utilisateur clique sur une fenêtre pour lui donner le focus. Dans les gestionnaires de fenêtre de Linux, ce comportement est aussi choisi par défaut, mais l'utilisateur par exemple d'un très grand écran ou d'une configurations à plusieurs écrans peut également choisir s'il le préfère un focus automatique au survol de la souris.
Suivant les réglages de l'interface graphique, une fenêtre partiellement visible qui reçoit le focus peut être amenée à l'avant-plan ou non. Ces deux réglages sont indépendants

## Exemples
- Une zone de texte (textbox, edit) a le focus lorsque l'utilisateur peut y saisir des informations. Le focus y est signalé par un curseur (caret) clignotant.
- Un bouton a le focus lorsque l'utilisateur peut simuler un clic dessus lorsqu'il appuie sur la touche entrée. Le focus y est signalé par de petits traits faisant le tour du bouton.
- Une zone de liste (listbox) a le focus lorsqu'un élément y est sélectionné.